# Geraldine (Montana)
Geraldine è una città degli Stati Uniti d'America situata nel Montana, nella Contea di Chouteau.